# 甲文青
甲文青茶飲（英語：Jia Wen Cing），簡稱甲文青，隸屬於雍上意國際貿易股份有限公司，是一個起源於臺灣台中市逢甲夜市的連鎖手搖飲料店品牌。